# Korom Ferenc
Korom Ferenc (Szentes, 1964. december 15. –) magyar hivatásos katona, vezérezredes, a Honvéd Vezérkar korábbi főnöke, a Magyar Honvédség parancsnoka (2019–2021).

## Iskolai végzettségek
- 1987: Kossuth Lajos Katonai Főiskola, gépesített lövész szak
- 1997 Staff Officer Course for Peace-Keeping Operations (Ausztria)
- 2002: Zrínyi Miklós Nemzetvédelmi Egyetem, katonai vezetői szak
- 2008: PRT ISAF Course, Oberammergau (Németország) Pre-Deployment Training Course, MH Béketámogató Kiképző Központ
- 2011: NATO Defense College, felsőfokú vezetőképző tanfolyam (Olaszország)
- Békeműveleti tanfolyamok (Ausztria, Hollandia)
- Parancsnokok Téli Hadviselés Tanfolyam (Norvégia)
- Kiképzés Management Tanfolyam (Egyesült Királyság)

## Beosztások
- 1987-1989: MN 33. Gépesített Lövészdandár, századparancsnok, Zalaegerszeg;
- 1989-1990: MH 33. Gépesített Lövészdandár, hadműveleti tiszt, Zalaegerszeg;
- 1990-1992: MH 62. Bercsényi Miklós Gépesített Lövészdandár, törzsfőnök, Hódmezővásárhely;
- 1992-2004: MH 62. Bercsényi Miklós Gépesített Lövészdandár, zászlóaljparancsnok, Hódmezővásárhely;
- 2004-2007: MH 25. Klapka György Könnyű Lövészdandár, törzsfőnök támogató helyettes, Tata;
- 2007-2008: MH Összhaderőnemi Parancsnokság, Hadműveleti Főnökség, kiemelt főtiszt, Székesfehérvár;
- 2008-2009: MH 5. Bocskai István Lövészdandár, törzsfőnök, Hódmezővásárhely;
- 2009-2011: MH 5. Bocskai István Lövészdandár, parancsnokhelyettes, Hódmezővásárhely;
- 2011-2017: Honvéd Vezérkar Hadműveleti Csoportfőnökség, csoportfőnök, Budapest
- 2018 január-május: MH Összhaderőnemi Parancsnokság, parancsnok, Székesfehérvár;
- 2018-2021: Honvéd Vezérkar, vezérkarfőnök, Budapest

2018 májusában, határozott időre kinevezték a Honvéd Vezérkar főnöke beosztásba, majd miután – a Honvédelmi Minisztérium és a Honvéd Vezérkar különválásával, valamint ezzel egy időben a Honvéd Vezérkar és az Összhaderőnemi Parancsnokság összeolvadásával, azok jogutód szervezeteként – 2019. január 1-jei hatállyal megalakult a Magyar Honvédség Parancsnoksága, Áder János államfő – 2019. január 15. napjától 2023. május 15. napjáig terjedő időtartamra – az újonnan felálló parancsnokság élére nevezte ki. 2021 májusában – arra hivatkozva, hogy a Honvédség előtt álló új feladatok más típusú vezetőt kívánnak – kérte felmentését, melyet az államfő június 1-jével meg is tett.
Távozásával egyidejűleg – Magyarország és a NATO szövetségének erősítését szolgáló vezetői-irányítói tevékenységéért, valamint a Magyar Honvédség parancsnokaként végzett kiemelkedő, áldozatos munkája elismeréséül – megkapta a Magyar Érdemrend Középkeresztje (katonai tagozat) kitüntetést.

### Külföldi missziókban való részvétel
- 1997-1998: ENSZ UNFICYP, századparancsnok, (Ciprus);
- 1999: KFOR, összekötő tiszt
- 2003-2004: UNFICYP, zászlóaljparancsnok-helyettes (kontingens parancsnok), (Ciprus);
- 2005: NATO Iraki Kiképző Misszió, kiképzési főtiszt, (Irak);
- 2007: MH Őr- és Biztosító Zászlóalj (KFOR), zászlóaljparancsnok, (Koszovó);
- 2009: MH Tartományi Újjáépítési Csoport (PRT), Vezető szervek, Parancsnokság, parancsnok, (Afganisztán);
- 2013: MH ISAF, törzsfőnök, (Afganisztán);
- 2015-2016: KFOR, parancsnok-helyettes, (Pristina)

## Elismerései
- 1994: Tiszti Szolgálati Jel III. fokozat
- 1998: Szolgálati Érdemjel bronz fokozata
- 1999: Szolgálati Emlékjel a NATO-csatlakozás Emlékére
- 2000: Békefenntartásért Szolgálati Jel
- 2001: Szolgálati Érdemjel ezüst fokozata
- 2003: Tiszti Szolgálati Jel II. fokozat
- 2004: Miniszteri Emlékérem III. fokozat (Szlovák Köztársaság Védelmi Miniszter)
- 2004: Szolgálati Érdemjel arany fokozata
- 2005: Békefenntartásért Szolgálati Jel
- 2006: Árvízvédelemért Szolgálati Jel
- 2007: Babérkoszorúval ékesített Szolgálati Jel
- 2007: Békefenntartásért Szolgálati Jel
- 2013: The Bronze Star Medal (USA Szárazföldi Haderőnemi Miniszter)
- 2013: Tiszti Szolgálati Jel I. fokozat
- 2014: A Magyar Érdemrend lovagkeresztje
- 2015: Migrációs Válsághelyzet Kezeléséért Szolgálati Jel
- 20?: Legion of Merit
- 2021: A Magyar Érdemrend középkeresztje

## Nyelvismeret
- Angol felsőfok
- Orosz alapfok